# International Journal of Primatology
La International Journal of Primatology es una revista académica revisada por pares que publica artículos de investigación originales sobre el estudio de los primates, descriptores de datos, artículos de revisión, reseñas de libros, comentarios y comunicaciones breves. De vez en cuando se publican números especiales o secciones especiales.
Los artículos publicados en la revista provienen de diversas disciplinas involucradas en la investigación primatológica, incluidas la antropología, la zoología, la psicología, la paleontología, la sociología, la genética y la biología de la conservación.
Se destacan artículos que informan sobre especies amenazadas de extinción, para crear conciencia sobre la difícil situación de los primates.

## Historial de publicaciones
La Revista Internacional de Primatología se estableció en 1980, en respuesta a las propuestas para una revista de primatología revisada por pares realizadas durante el VI Congreso de la Sociedad Primatológica Internacional en 1976.
La revista se publicó por primera vez en marzo de 1980 y es la revista oficial de la Sociedad Primatológica Internacional. Inicialmente se publicó trimestralmente en nombre de la sociedad por Plenum Press, ahora parte de Springer Science+Business Media. En 1988 la frecuencia de publicación aumentó a bimestral. 

## Editores
Editores fundadores:
- Matt Cartmill, Centro Médico de la Universidad de Duke, EE. UU.
- Gerald A. Doyle , Universidad de Witwatersrand, Sudáfrica

Editor en jefe 1989-2009:
- Russell H. Tuttle

Editor en jefe desde 2009 en adelante:
- Joanna M Setchell, Profesora de Antropología, Universidad de Durham, Reino Unido.

Hay cinco editores asociados y un editor de reseñas de libros. Un Consejo Editorial sirve para representar la naturaleza internacional de la revista y la amplia gama de experiencia en primatología.

## Política editorial
La International Journal of Primatology ha tomado un conjunto deliberado de acciones para abordar la diversidad y la inclusión en la revista, incluyendo
- Proporcionar instrucciones detalladas para los autores y pautas para los revisores, en varios idiomas.
- Introducción de la revisión por pares doble ciego. [3]
- Examinar las presentaciones, las tasas de aceptación y las invitaciones a revisión con respecto al género y el país de afiliación del autor y basar las acciones futuras en los hallazgos. [4]
- Diversificar los editores asociados para reflejar mejor la comunidad primatológica global.
- Garantizar la paridad de género y mejorar la diversidad geográfica en el Consejo Editorial.
- Diversificar el grupo de revisores.
- Presentamos una declaración de inclusión y diversidad para crear conciencia sobre la ciencia neocolonial.
- Publicar resúmenes traducidos en el texto principal y manuscritos traducidos como material complementario.

## Open science
Cuando califican, los artículos aceptados en el International Journal of Primatology reciben insignias del Open Science Framework para reconocer las prácticas científicas abiertas, incluidas las insignias de datos abiertos y las insignias de código analítico abierto.